# ماريا جوادالوبي أورزوا فلوريس
ماريا جوادالوبي أورزوا فلوريس (12 ديسمبر 1912 - 7 ديسمبر 2004) سياسية مكسيكية وناشطة ورئيس بلدية جوكوتبيك من 1983 إلى 1985، ورئيس بلدية سان مارتين دي هيدالغو من 1997 إلى 2000.

## النشأة
ولدت أورزوا فلوريس في بلدة جوكوتيبيك خاليسكو، لخوسيه أورزوا فلوريس. كان جدها لأمها جيراردو فلوريس طبيبًا، بناءً على طلب بينيتو خواريز استقروا في سان مارتين دي هيدالغو. أصبحت أورزوا فلوريس يتيمة بعد ولادتها بفترة وجيزة، وقد ترعرعت على يد عماتها في سان مارتين دي هيدالغو حيث التحقت بمدرسة جوزيفا أورتيز دي دومينجيز الابتدائية.

## الميراث
كرمت محليات سان مارتين دي هيدالغو وإل تيبيهواج دي موريلوس ذكرى أورزوا فلوريس بتسمية شارع (ج. أورزوا)، ومكتبة عامة باسمها (مكتبة ماريا جوادالوبي أورزوا فلوريس العامة البلدية).